# Stainless night —いきてる—
『stainless night —いきてる—』（ステンレス・ナイト いきてる）は、2001年4月13日にし〜くえんすから発売されたアダルトゲーム。

## あらすじ
本郷陽美は、高槻輝と両想いになるために、輝を小さな島へ旅行に連れて行った。
そこで、二人は輝の幼馴染であった鹿島藍をはじめとする人々と出会う。

## 登場人物

### 主人公
高槻 輝（たかつき あきら）
本作の主人公。

### メインヒロイン
本郷 陽美（ほんごう ひろみ）
輝より一つ年上の女性で、一年前に輝へ告白するが、返事をもらえずにいた。
南大路 琥珀（なんおおじ こはく）
南大路教授の娘。その正体は、輝の前世での恋人。
鹿島 藍（かじま あい）
輝の幼馴染。家の破産に伴い失踪したのち、ウェイトレスをする傍ら、売春行為をしていた。
鶯（うぐいす）
島で巫女をしている銀髪の女性。実は80年前に死亡していた。
コハク

### その他
平野 朱美（ひらの あけみ）
藍の勤務先の先輩で、彼女もまた売春行為をしていた。
青木 みどり（あおき みどり）
綾野 藍子（あやの あいこ）
南大路家に仕えるメイド。
黒田 洋介（くろだ ようすけ）
白井 克也（しらい かつや）
紫藤 太平（しどう たいへい）
麻績村 綾（おみむら あや）
陽美の親友。
『pure angel -たったひとつの願いのために-』にも登場している。
三浦 麻奈（みうら まな）
郷土史の調査に来た大学生。
鹿島 昴（かじま すばる）
| スタブアイコン | サブスタブ | この項目は、まだ閲覧者の調べものの参照としては役立たない、アダルトゲームに関連した書きかけの項目です。この項目を加筆・訂正などしてくださる協力者を求めています（P:コンピュータゲーム/PJ:美少女ゲーム系/P:性/PJ:性）。 |